# Scott Cowger
Scott W. Cowger (sinh ngày 3 tháng 12 năm 1959) là một chính khách người Mỹ, chủ nhà trọ và kỹ sư đến từ Maine. Một đảng viên Dân chủ từ Hallowell, Maine, Cowger đã dành 10 năm trong Cơ quan Lập pháp Maine (1996-2006). Cowger lần đầu tiên được bầu vào Hạ viện Maine vào năm 1996. Ông tiếp tục được bầu lại vào năm 1998, 2000 và 2002, tuy nhiên, vào năm 2004, Cowger không còn được tái đắc cử do giới hạn nhiệm kỳ. Thay vào đó, Cowger đã được bầu vào Quận 21 tại Thượng viện Maine. Tuy nhiên, đến năm 2006, ông cũng không được tái đắc cử ở vị trí này nữa.
Cowger nổi tiếng và được tôn trọng vì sự lãnh đạo của ông trong các vấn đề môi trường và làm việc giữa các đảng trong các giải pháp chế tạo trong các ủy ban lập pháp khác nhau. Trong nhiệm kỳ đầu tiên, ông phục vụ trong Ủy ban Thường vụ về Tài nguyên thiên nhiên. Trong nhiệm kỳ thứ hai của mình, ông trở thành thành viên của Nhà xếp hạng về Tài nguyên thiên nhiên, từng phục vụ trong Ủy ban Thường vụ về Nông nghiệp, Bảo tồn và Lâm nghiệp, và là Chủ tịch của Ủy ban Liên hợp về Nghiên cứu và Phát triển. Trong nhiệm kỳ thứ ba bắt đầu từ năm 2000, ông trở thành Chủ tịch Ủy ban Tài nguyên thiên nhiên. Trong nhiệm kỳ thứ tư tại Nhà Maine, ông phục vụ trong Ủy ban Thường vụ Liên hợp về các vấn đề tài chính và tài chính. Trong nhiệm kỳ của mình tại Thượng viện bắt đầu từ năm 2004, ông trở lại ủy ban Tài nguyên thiên nhiên với tư cách là Chủ tịch Thượng viện, đồng thời là thành viên của Ủy ban Thường vụ chung về Tiện ích và Năng lượng.
Năm 1998, Cowger hỗ trợ tăng lương tối thiểu của Maine.
Cowger sinh ngày 3 tháng 12 năm 1959 tại Brunswick, Maine. Ông đã kiếm được bằng B.S. từ Swarthmore College vào năm 1982. Cowger là người đồng tính công khai. Cowger và Vincent Hannan đã sở hữu và điều hành Maple Hill Farm Inn and Conference Centre ở Hallowell, Maine từ năm 1992.